# Kamimuria atrocephala
Kamimuria atrocephala és una espècie d'insecte pertanyent a la família dels pèrlids que es troba a Àsia: Indoxina.